# Rhodesiella kalinga
Rhodesiella kalinga är en tvåvingeart som beskrevs av Cherian 1977. Rhodesiella kalinga ingår i släktet Rhodesiella och familjen fritflugor. Inga underarter finns listade i Catalogue of Life.